# Paracymbiomma pauferrense
Espèce
Paracymbiomma pauferrense est une espèce d'araignées aranéomorphes de la famille des Prodidomidae.

## Distribution
Cette espèce est endémique du Paraíba au Brésil,. Elle se rencontre vers Areia.

## Description
Le mâle holotype mesure 2,3 mm.
La femelle décrite par Cizauskas, Brescovit, Rodrigues et Rheims en 2024 mesure 3,35 mm, les femelles mesurent de 2,40 à 3,35 mm.

## Systématique et taxinomie
Cette espèce a été décrit par Rodrigues, Cizauskas et Rheims en 2018.

## Étymologie
Son nom d'espèce, composé de pauferr[o] et du suffixe latin -ense, « qui vit dans, qui habite », lui a été donné en référence au lieu de sa découverte, Pau-Ferro.

## Publication originale
- Rodrigues, Cizauskas & Rheims, 2018 : « Description of Paracymbiomma gen. nov., a new genus of prodidomid spiders from the Neotropical region (Araneae: Prodidomidae) including a new troglobite species. » Zootaxa, no 4514(3), p. 301-331.